# Muzeul de Artă Veche Apuseană „Ing. Dumitru Minovici”
A nu se confunda cu Muzeul de Artă Populară „Prof. Dr. Nicolae Minovici”.
Muzeul de Artă Veche Apuseană „Ing. Dumitru Furnică-Minovici” (până în 1989 cunoscut sub numele de Muzeul de Artă Feudală al Academiei Române) a fost construit între 1941-1942. Piatra de temelie a casei este pusă în 27 aprilie 1941 (act autentic expus în cadrul colecției de bază), în 26 octombrie 1942 având loc recepția construcției. Gândită ab initio ca o casă-muzeu, edificiul a fost construit în stilul gotic terțiar/perpendicular englezesc (stilul Tudor), cu inserții ale stilului normand (manoires-urile, rezalitul), cu o loggia venețiană. Planurile casei au fost elaborate de arh. Enzo Canella, cu ajutorul antreprenorului Dino Toffollo. Accesul se face din stradă, pe un pontus levi specific castelelor medievale, printr-un portal replicând intrarea din Hornby Castle, Norfolk, Anglia.
Colecția ing. D. Furniocă-Minovici, achiziționată din anticariate și/sau licitații de artă ale Europei, este compusă din vitralii (datate sec. XIII-XIX), mic mobilier de artă (sec. XV-XIX), carte veche, tapiserii, picturi etc. Valoarea estetic-arhitecturală a edificiului a dus la clasarea acestuia în Lista Monumentelor Istorice, clasa A (poziția 1488, cod B-II-m-A-19207), importanța istorică, artistică, documentară a exponatelor fiind semnificativă (numeroase exponate, unele cu caracter de unicuum pentru România, fiind clasate în clasa juridică Tezaur a patrimoniului național, altele în clasa Fond).
Orar de vizitare
Miercuri-Duminica, 09:17